# Надежда Пејовић
Надежда Нада Пејовић (Пударци код Гроцке, 10. март 1952) била је редовни професор астрономије Математичког факултетa Универзитета у Београду, сада у пензији.

## Биографија
Надежда Нада Пејовић рођена је у породици Маторчевић од оца Радомира и мајке Злате. Основну школу завршила је у родном месту и суседним Умчарима. Школовање је наставила у Београду, где је 1971. завршила 13. београдску гимназију. Током школовања добила је дипломе „Вук Караџић“ и „Михаило Петровић Алас“. Дипломирала је 1976. астрономију на Одсеку за математику, механику и астрономију (ММА) Природно-математичког факултета (ПМФ) у Београду, где је и магистрирала 1984. Усавршавање је наставила у Прагу где је радила на докторској дисертацији на Астрономском институту Чехословачке академије наука и на Опсерваторији Ондрејов код Прага. На ММА у Београду 1989. одбранила је докторску дисертацију „Глобална атмосферска циркулација и Земљина ротација” под руководством професора Јана Вондрака. Каријера проф. Пејовић на Београдском универзитету почела је 1977. године када је изабрана за асистента-приправника на ММА ПМФ. За асистента изабрана је 1985. године, а за доцента 1989. Године 1995. ММА постаје Математички факултет (МФ), на којем је за ванредног професора изабрана 1996. а у звање редовног професора 2010. Отишла је у пензију октобра 2017. године. Живи у Београду, удата је за супруга Милована и мајка је двоје деце, Александра и Ане.

## Наставна делатност
Током наставне каријере на МФ, професорка Пејовић предавала је десетак предмета из астрономије на редовним и докторским студијама. Предавала је и на Физичком факултету у Београду и Одсеку за геодезију Грађевинског факултета у Сарајеву. Написала је два коауторска универзитетска уџбеника и један превела. Дигитализовала је старије, тешко доступне уџбенике из астрономије и допринела да ове књиге у дигиталној форми, постављене у Виртуелној библиотеци Математичког факултета, постану саставни део литературе за наставу астрономије. Увела је студијски смер Астроинформатика на Математичком факултету.

## Научно-истраживачки рад
Радови професорке Пејовић могу се поделити у четири групе: из геодинамике и астродинамике, астрометрије и астроинформатике, космологије и галактичке астрономије и из историје астрономије. Објавила је преко 90 научних радова и има 70 саопштења  на  научним  скуповима  у земљи и иностранству. Цитирана је преко 300 пута и била је руководилац једног међународног и два домаћа научна пројекта.
Прву групу чине радови са почетка њеног научно-истраживачког рада и они се односе на математичко-динамички модел Земље (Лиувилове једначине), са фокусом на теорију кретања Земљиних полова и неравномерности Земљине ротације. У њима разматра геодинамички модел Земље који чине течно језгро, вискозни омотач и динамички океан. У овим истраживањима пажњу је посветила утицају глобалне атмосферске циркулације на Земљину ротацију у којима је изучавала утицај океана на промену ваздушног притиска, као и утицај ветра на поларно кретање. Показала је како нелинеарна реакција океана на поларно кретање може узроковати зависност фреквенције Чендлерове нутације од амплитуде укупног кретања Земљиних полова. Већину ових радова објавила је са Јаном Вондраком, угледним чешким астрономом. Радове из астродинамике објавила је са колегом Стевом Шеганом.
У другој групи су радови из астрометрије и астроинформатике који се баве поправкама  сопствених кретања звезда  Хипаркос каталога за епоху  1991.25, добијеног  на основу података сакупљених  посматрачком мисијом Хипаркос, сателита лансираног 1989. На обради добијеног материјала, Пејовић је радила у оквиру пројекта Међународне астрономске уније (IAU). Руководила је израдом докторске дисертације Горана Дамљановића са Астрономске опсерваторије у Београду. Поправљена су сопствена  кретања у деклинацији за 2347 звезда.
Трећу групу чине коауторски радови из космологије који се баве моделом Космоса, пре свега стандардним, тзв. ΛCDM моделом Космоса. У радовима истражују се решења Фридманових једначина која представљају уопштени степени закон, а одговарају ери доминације баријонске и тамне материје у свеукупној еволуцији Космоса. У њима се  користи теорија правилно променљивих функција коју је засновао српски математичар Јован Карамата. Радове из космологије објавила је са колегом Жарком Мијајловићем а са колегом Слободаном Нинковићем из галактичке астрономије.
У четвртој  групи  су радови  из историје астрономије у којима се професорка Пејовић бави делима српских  аутора  писаних  у прошлости.  Дигитализовала је и промовисала  дела из астрономије српских великана, Милутина Миланковића, Руђера Бошковића, Захарија Стефановића Орфелина и других.

## Остале активности
Професорка Пејовић држала је предавања у Истраживачкој станици Петница, на Коларчевом народном универзитету и говорила на радију и телевизији.  За председника Националног астрономског олимпијског комитета дошла је 2005. и тада је организовала прво учешће јуниора на Олимпијади у Пекингу. Почетком 2000-их група професора Математичког факултета започела је иницијативу за изградњу нове астрономске станице на планинини Видојевица код Прокупља. Тим поводом добила је, као један од покретача, захвалницу од града Прокупља. Била је шеф Катедре за астрономију Математичког факултета. Члан је многих националних и међународних астрономских организација.
Надежда Пејовић је прва жена која је дипломирала астрономију и постала професор астрономије Математичког факултетa Београдског универзитета. За овај податак се сазнало из излагања Жене на Катедри за астрономију проф. Олге Атанацковић на скупу Жене у астрономији одржаном 8. марта 2019. на Математичком факултету.

## Изабрани радови
- Atmospheric excitation of polar motion - Comparison of the polar motion spectrum with spectra of effective   atmospheric  angular momentum functions,  Astron. Instit. Czech., Bulletin, 39 (1988).
- Polar motion: observations and atmospheric excitation , Veroff. Zentralinst. Phys., Erde, 1988.
- Earth's model with variable Chandler's frequency, Astron. Instit. Czech., Bulletin, 41(1990).
- On asymptotic solutions of Friedmann equations, Appl. Math. Computation, 219(2012).
- Early Astronomical heritage in Virtual Library of Faculty of Mathmatics in Belgrade, NCD Review 19(2011).
- Twenty four manuscripts in the Virtual Library of the Faculty of mathematics in Belgrade, NCD Review 25(2014).
- Scientific papers of Milutin Milanković in his digital legacy, NCD Review 26(2015).